# 吉尼昂
吉尼昂（法語：Guignen，法語發音：[ɡiɲɛ̃]）是法国伊勒-维莱讷省的一个市镇，位于该省西南部，属于勒东区。

## 地理
吉尼昂（47°55'14"N, 1°51'42"W）面积53.05 平方千米，位于法国布列塔尼大區伊勒-维莱讷省，该省份为法国西北部沿海省份，位于布列塔尼半岛东部，北濒大西洋，西接阿摩尔滨海省和莫尔比昂省，南至大西洋卢瓦尔省，西南端接曼恩-卢瓦尔省，东临马耶讷省，东北与芒什省接壤。
与吉尼昂接壤的市镇（或旧市镇、城区）包括：博隆、拉沙佩勒-布埃克西克、拉西、洛埃阿克、梅尔内勒、圣马洛德菲利、圣瑟努、吉尚、吉普里-梅萨克、瓦勒达纳斯特。

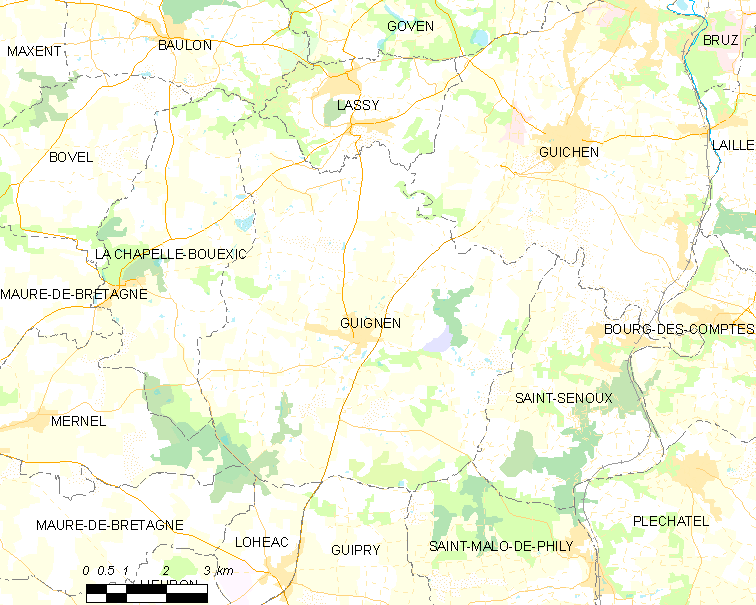
吉尼昂的OSM定位图

吉尼昂的时区为UTC+01:00、UTC+02:00（夏令时）。

## 行政
吉尼昂的邮政编码为35580，INSEE市镇编码为35127。

## 政治
吉尼昂所属的省级选区为吉尚县。

## 人口

1962-2008年间吉尼昂人口变化图示

吉尼昂于2022年1月1日时的人口数量为4149人。

## 友好城市
- 西班牙 巴罗斯自由镇
- 捷克 米莱夫斯科